# Blažim (Ústí nad Labem)
Blažim é uma comuna checa localizada na região de Ústí nad Labem, distrito de Louny.